# Lycée Julie-Daubié de Rombas
La cité scolaire Julie-Daubié de Rombas est un établissement d'enseignement secondaire situé dans le département français de la Moselle, et plus précisément dans un ancien bassin industriel de la vallée de l'Orne. 
Cet établissement est le témoin de la massification de l'enseignement secondaire notamment des classes ouvrières à partir des années 1960. Aujourd'hui, la cité scolaire (lycée général, technologique, et professionnel avec un collège, et des BTS) compte près de 2 000 élèves.

## Histoire

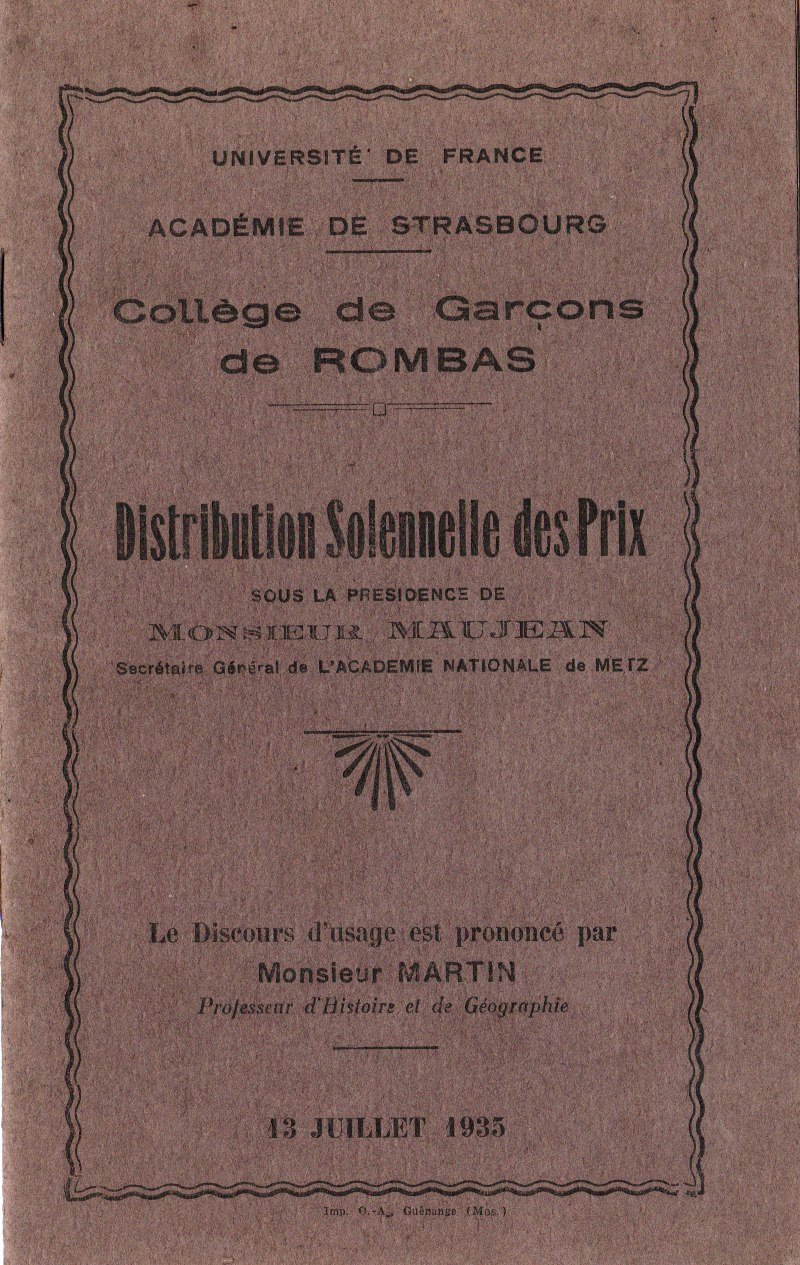
Affiche de distribution des prix du collège de Rombas (1935)

C'est durant l'annexion de l’Alsace-Lorraine, en 1898, que s'ouvre à Rombas (ville de naissance de Marie Hackin et Hans Hakenholt en 1909, Huttenschule), rue de l’Usine, une école privée secondaire pour les enfants des employés des forges. En 1908, elle devient école privée d’Enseignement Supérieur de Garçons et de Filles (Hohere privatschule). De 1914 a 1918, elle est appelée Realschule. À la fin de la Première Guerre mondiale, l’Alsace-Moselle redevient française, l'établissement se transforme et prend le nom de Collège de garçons de Rombas accueillant les élèves de la dixième à la troisième (jusqu’en 1928) puis jusqu’à la terminale.

### La construction d'un nouvel établissement

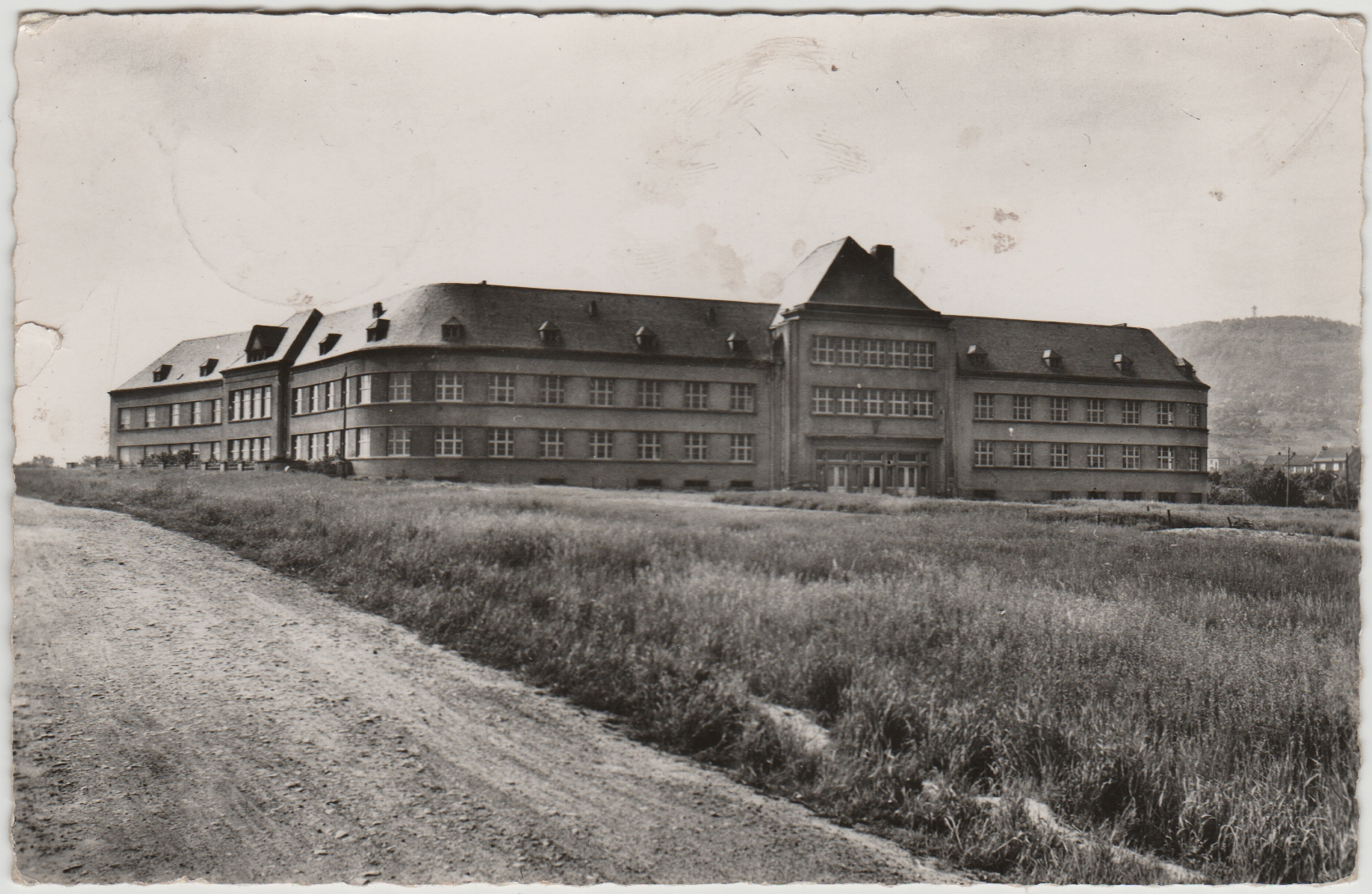
Le lycée après sa construction.

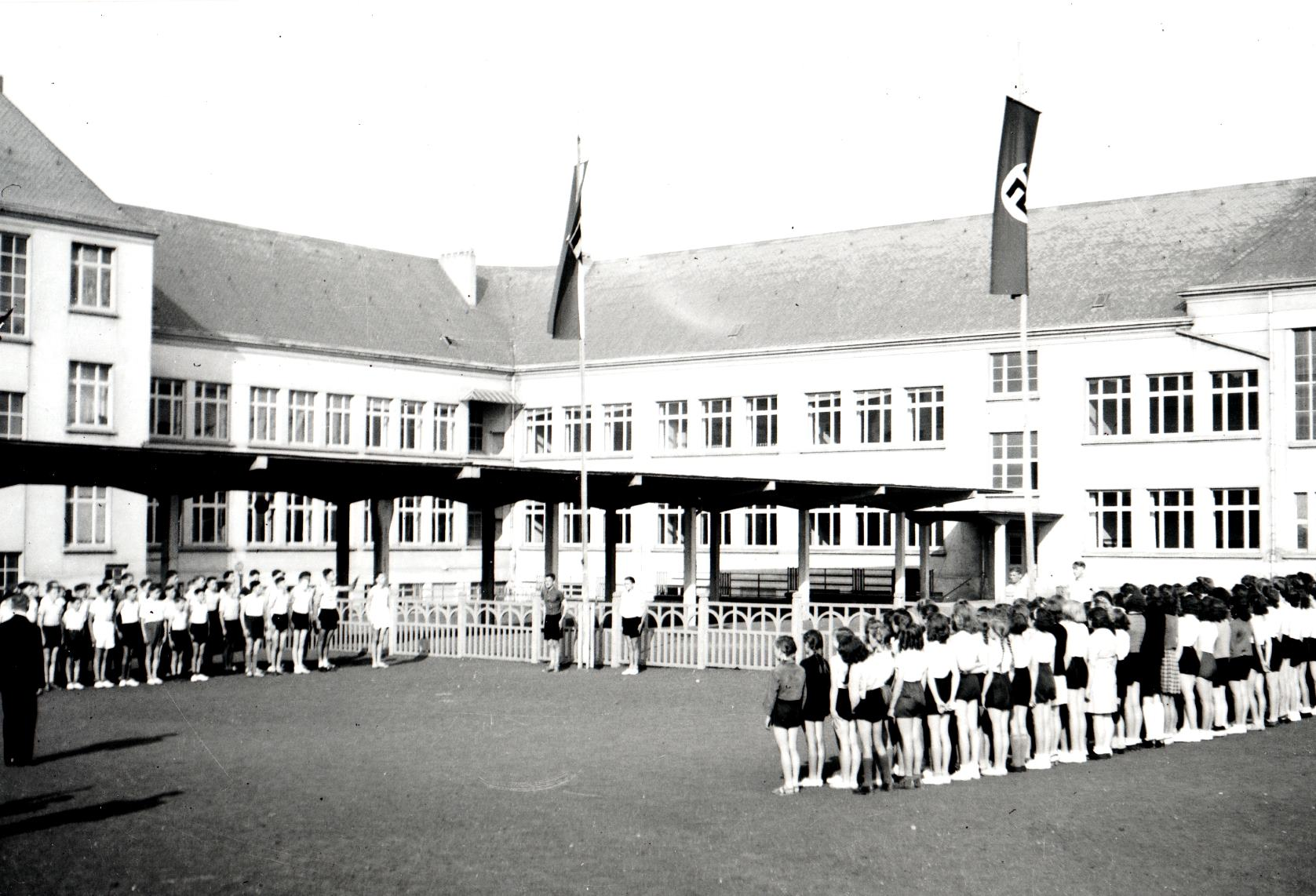
Le lycée sous la seconde annexion.

Les locaux vétustes et trop exigus obligent la ville de Rombas à construire un nouvel établissement plus vaste (2 400 m2) en dehors de la ville. Le 12 juin 1938, le nouvel établissement (situé avenue Berlioz) est inauguré après trois ans de travaux, entretemps il est devenu mixte. 
La rentrée scolaire fixée au 2 octobre 1939 n'a pas eu lieu. Les bâtiments tout neufs sont réquisitionnés pour servir d'hôpital militaire, une immense croix rouge est peinte sur le toit, on y interne aussi des ressortissants allemands. Après la défaite de juin 1940, des prisonniers de guerre français y sont internés jusqu'en octobre 1940. Le collège rouvre ses portes aux élèves en novembre 1940.
En 1940, le nouveau collège compte déjà 363 élèves, les effectifs ne vont cesser d'augmenter jusque dans les années 1990 : 430 élèves à la rentrée de 1945, 705 en 1960, 1971 en 1967, 2337 en 1970. En 1966, marque une nouvelle étape avec le développement des enseignements techniques industriels et tertiaires : un Collège d’Enseignement Technique pour le professionnel et deux filières technologiques industrielle et tertiaire au lycée voient le jour.

### La cité scolaire est baptisée Julie-Daubié

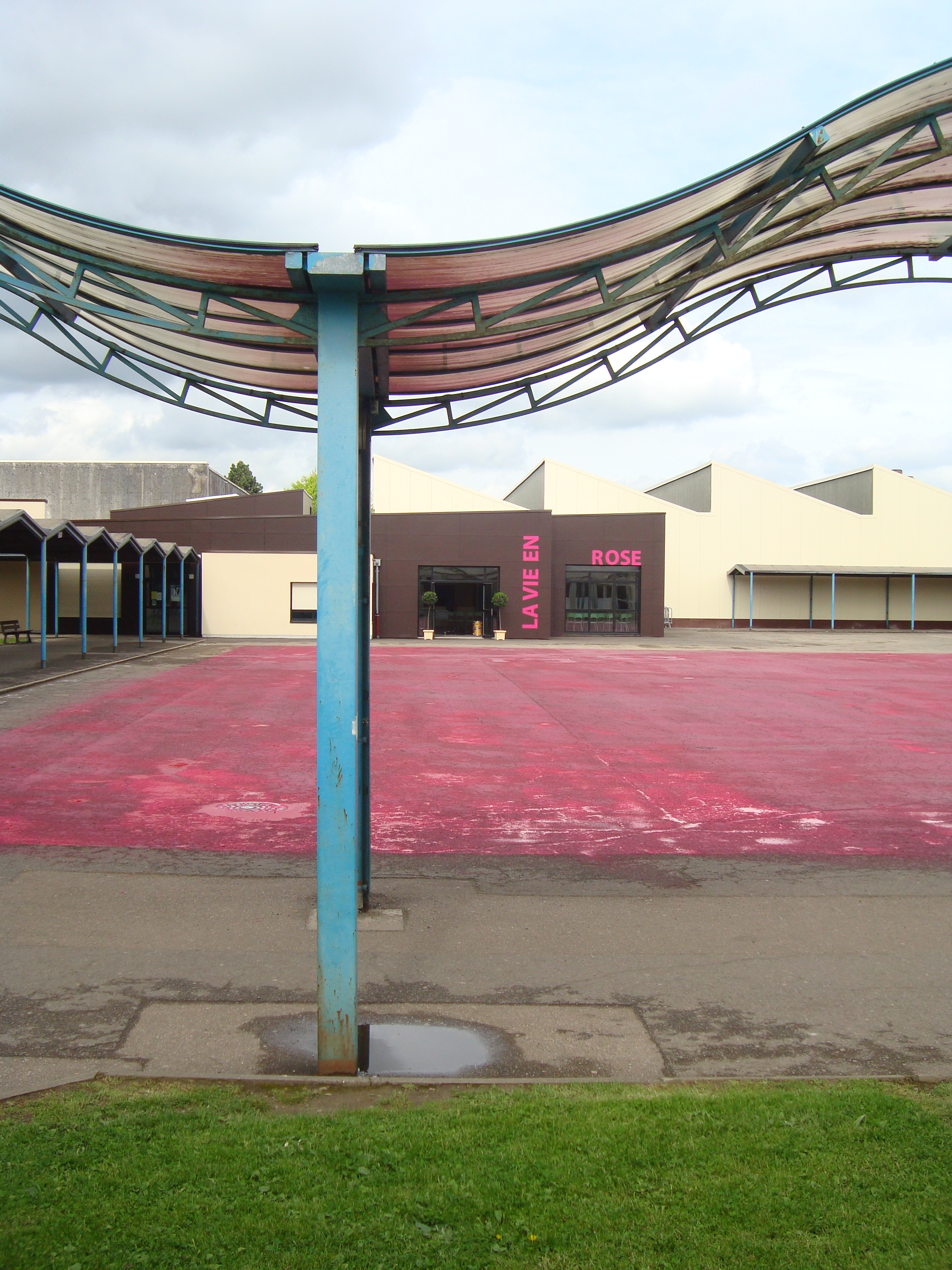
Maison du lycéen (maison des lycéens)

Le 29 novembre 1991, l'inauguration d'un nouveau bâtiment est l'occasion pour la cité scolaire d'adopter un nouveau nom : Julie Daubié, la première bachelière de France née en Lorraine. À la rentrée, 1991, les effectifs dépassent les 2 800 élèves, la cité scolaire est à son apogée en termes d'effectif car l'accès au lycée s'est fortement démocratisé. À partir de la décennie 2000, les effectifs connaissent une certaine érosion, une conséquence indirecte de la désindustrialisation de la vallée. La dernière construction au sein de la cité scolaire date de  2009, le conseil régional a édifié dans la cour, contre les ateliers, une maison du lycéen.

## Partenariat et relations avec les entreprises
Principal employeur de la ville, la cité scolaire Julie-Daubié, de par la présence de filières technologiques et professionnelles est en étroite relation avec le milieu économique du bassin d'emploi et de formation. 11 000 jours de stages ou périodes de formation en milieu professionnel  sont ainsi comptabilisés chaque année par l'ensemble des élèves et étudiants.
Depuis de nombreuses années des partenariats spécifiques ont été développés. Les derniers en date concernent la section de technicien supérieur Conception et Réalisation de Systèmes Automatiques avec la société internationale Siemens (2014), qui a facilité l'acquisition d'un équipement industriel de haut niveau, ou encore la société Lindal Group  (2009), qui accueille les étudiants et surtout leur permet d'étudier et de réaliser des systèmes industriels.
Pendant de nombreuses années, les étudiants de BTS MAI devenu CRSA en 2011, ont également participé à la réalisation de systèmes automatiques en relation directe avec un centre d'aide par le travail, aujourd'hui ESAT le Point du Jour, l'objectif poursuivi était l'amélioration des conditions de travail des adultes handicapés.

## Personnalités ayant fréquenté la cité scolaire
- Thierry Lentz, historien  directeur de la Fondation Napoléon
- Patrick Battiston, footballeur
- Pierre Fritsch, écrivain (élève puis enseignant au lycée)
- Amir Karaoui, footballeur
- Sophie Perin, miss France 1975
- Vincent Gérard, joueur de handball